# カッツ三宅
カッツ三宅（KATZ-MIYAKE）は日本のアートディレクター、グラフィックデザイナー、グラフィックアーティスト。本名、三宅 克徳（みやけ かつのり）。北海道出身。北海道札幌丘珠高等学校、日本工学院専門学校放送制作芸術科卒。血液型はA型。所属はビーイング、デザインプロダクションを経て、現在はフリーランス。 

## 人物
広告、ファッション、音楽等のデザインワークを行っており、BOØWY、レベッカ、B'z、T-BOLAN、相川七瀬等、1980年代・1990年代の日本を代表するアーティストのヴィジュアル（CDジャケット等）を数多く手掛ける。初代BOØWYマネージャー&デザイナーである。CREATIVE PURODUCTION "U-MA" に参加、数々のグラフィックを制作している。

## 来歴
- 1990年、三宅デザイン事務所（Miyake Design Office）を設立。
- 1996年～1997年、セレクトショップ 「strange paradise」開店（ロンドン、パリ、ロサンゼルス、輸入 & Original）
- 1998年
  - 日立マクセルのモバイルCMに出演（作曲家編：業界人、作曲家役）。
  - 12月29日、club CODE "HITS" にてVJデビュー。
- 1999年
  - 2月1日、作品集『Graphic Misssile（グラフィック・ミサイル）』を光琳社出版より発売。
  - 2月10日、art space "共存"にて出版記念event exbition 開催、URNとのジョイントでVJ を行う。
  - 4月7日、MBS インターネットラジオ『TDK digital X station from tokyo』にゲスト出演。
  - 6月15日、青山スパイラルホールにてWELLA主催のHAIR SHOWにVJ 出演。
  - 7月15日、赤坂BLITZ "ALL JAPAN VJ" イベントにVJ出演。
  - 9月9日、"RADO" イベント、VJデータ提供。
- 2000年
  - 1月24日～2月7日、CATV番組『Digital Pants』ゲスト出演、TOKYO CLUB REPORT "FREEDOM CLUB"  ゲスト出演。